# 漢口神社
漢口神社（かんこうじんじゃ）は、現在の中華人民共和国湖北省武漢市にかつて存在した神社である。祭神は天照大神、明治天皇、神武天皇だった。
漢口神社は1935年に創建した。日中戦争が始まると、漢口の日本人は一時帰国させられ、漢口日本租界は国民革命軍に占領された。漢口神社も全焼された。旧日本軍が漢口を占領したのち、漢口神社は1939年に同じ場所に再建された。